# Ялчикаєво
Ялчика́єво (рос. Ялчикаево, башк. Ялсыҡай) — присілок у складі Куюргазинського району Башкортостану, Росія. Входить до складу Таймасовської сільської ради.
Населення — 386 осіб (2010; 355 в 2002).
Національний склад:
- башкири — 98%